# Untermolbitz
Untermolbitz ist eine Ortslage von Molbitz, einem Ortsteil von Rositz im Landkreis Altenburger Land in Thüringen.

## Lage
Untermolbitz liegt südöstlich von Rositz und nordöstlich von Altenburg im Altenburger-Zeitzer Lösshügelland und am Rande der Leipziger Tieflandbucht in einem fruchtbaren Ackerbaugebiet. Die Bundesstraße 180 führt nahe vorbei. Durch den Ort verläuft die Kreisstraße 223. Innerhalb der Ortschaft Molbitz liegt Untermolbitz östlich von Obermolbitz.

## Geschichte

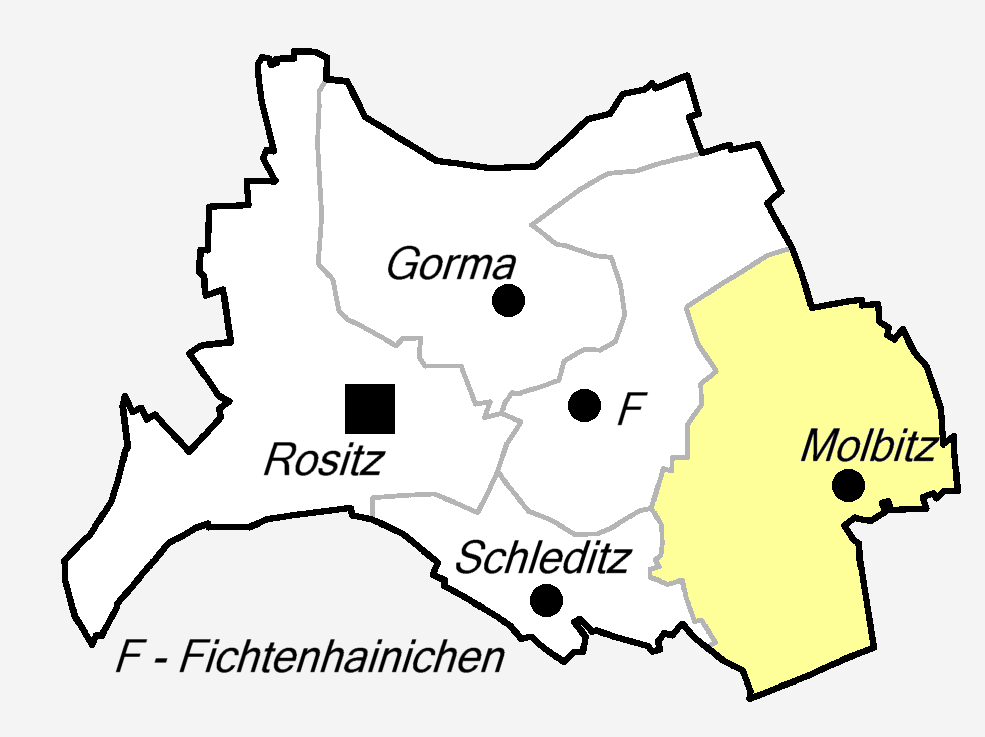
Lage von Molbitz in der Gemeinde Rositz

Im Jahre 1336 wurde das Dorf Molbitz als Maluwicz erstmals urkundlich erwähnt. Seit 1445 unterschied man zwischen Obermolbitz (Mallewicz superior) und Untermolbitz (Mallewicz inferior). Beide Orte waren nach Zschernitzsch eingepfarrt. Im 15. Jahrhundert besaß der Ort Untermolbitz fünf Höfe. Er war somit etwas größer als Obermolbitz. Im Ort dominierten Klein- und Mittelbauern, während in Obermolbitz Großbauern ansässig waren.
Untermolbitz gehörte zum wettinischen Amt Altenburg, welches ab dem 16. Jahrhundert aufgrund mehrerer Teilungen im Lauf seines Bestehens unter der Hoheit folgender Ernestinischer Herzogtümer stand: Herzogtum Sachsen (1554 bis 1572), Herzogtum Sachsen-Weimar (1572 bis 1603), Herzogtum Sachsen-Altenburg (1603 bis 1672), Herzogtum Sachsen-Gotha-Altenburg (1672 bis 1826). Bei der Neuordnung der Ernestinischen Herzogtümer im Jahr 1826 kam der Ort wiederum zum Herzogtum Sachsen-Altenburg. Die kleine Kirche aus dem Jahr 1518 musste wegen Baufälligkeit im Jahr 1831 abgetragen werden. Seitdem gehen die Unter- und Obermolbitzer nach Zschernitzsch in den Gottesdienst. Nach der Verwaltungsreform im Herzogtum Sachsen-Altenburg gehörte Untermolbitz bezüglich der Verwaltung zum Ostkreis (bis 1900) bzw. zum Landratsamt Altenburg (ab 1900). Das Dorf gehörte ab 1918 zum Freistaat Sachsen-Altenburg, der 1920 im Land Thüringen aufging. 1922 kam es zum Landkreis Altenburg.
Unermolbitz liegt im Osten des Meuselwitz-Altenburger Braunkohlereviers. Auf Untermolbitzer Flur wurde die Braunkohlengrube Nummer 20 wurde bereits um 1870 betrieben. Im Jahr 1890 erfolgte der Kauf durch die eine Leipziger Firma. Kurze Zeit darauf ging sie an die Altenburger Kohlenwerke, welche 1905 von den Rositzer Braunkohlenwerken AG erworben wurden. Diese errichteten in den 1920er Jahren eine neue Brikettfabrik. Durch die Industrialisierung und dem Braunkohleabbau verwandelte sich Untermolbitz seit der zweiten Hälfte des 19. Jahrhunderts in ein Bergarbeiterdorf. In der Folge entstanden die Teich- und die Ostsiedlung als Siedlung für die Bergarbeiter. Der Nachbarort Obermolbitz besaß vom 19. Juni 1872 bis 14. Dezember 2002 einen Haltepunkt an der Bahnstrecke Zeitz–Altenburg. Im Tagebau wurde die Kohle bei Untermolbitz im Tagebau Germania Nr. 16 (1908 bis 1919) abgebaut. Nach dem Ersten Weltkrieg erreichte der Braunkohlenbergbau um Untermolbitz seinen Höhepunkt. Mit der Auskohlung der Neuen Sorge, des ehemaligen Teersees, 1932 wurde eine Seilbahn zwischen DEA-Mineralölwerken in Rositz und den Kohlenwerken errichtet. In den 1960er Jahren stellten diese ihre Produktion ein.
Im Zweiten Weltkrieg wurden Ober- und Untermolbitz durch die Nähe zu den DEA-Mineralölwerken in Rositz stark zerstört. Um die Orte herum war die Flugabwehr stationiert. Die erste Bombe detonierte im Oktober 1940 in Obermolbitz. Ein verheerender Fliegerangriff auf das Werk erfolgte am 16. August 1944. Der schwerste Luftangriff erfolgte am 14. Februar 1945 gegen 9 Uhr abends. Insgesamt fielen ungefähr 320 Bomben allein auf Ober- und Untermolbitz, dabei starben 14 Menschen. Als Luftschutzräume diente der Tiefbauschacht der Altenburger Kohlenwerke. In dieser Nacht wurde jedes Wohnhaus der beiden Orte beschädigt, zahlreiche Bombentrichter schlossen die Orte ein.
Am 1. Juli 1950 wurden Ober- und Untermolbitz zur Gemeinde Molbitz vereint. Am 1. Januar 1973 erfolgte die Eingemeindung von Molbitz nach Rositz.
(Geschichte des vereinigten Orts im Hauptartikel: Molbitz (Rositz))

## Persönlichkeiten
- Sabine Fache (* 17. März 1946 in Untermolbitz), deutsche Politikerin (Die Linke)